# Кату (народ)
Кату (кту, варіанти написання назви: Katu, Ca Tu, Catu, в'єт. Cơ Tu) — народ групи гірських кхмерів у В'єтнамі та Лаосі. Належать до числа офіційно визнаних у цих країнах етнічних груп.
Поділяються на західних кату в Лаосі та східних кату у В'єтнамі. У В'єтнамі до складу кату включають також споріднених із ними фионгів (Phuong).
Кату — це екзонім, самі ж кату зазвичай ідентифікують себе за назвою свого конкретного села чи місцевості.

## Розселення

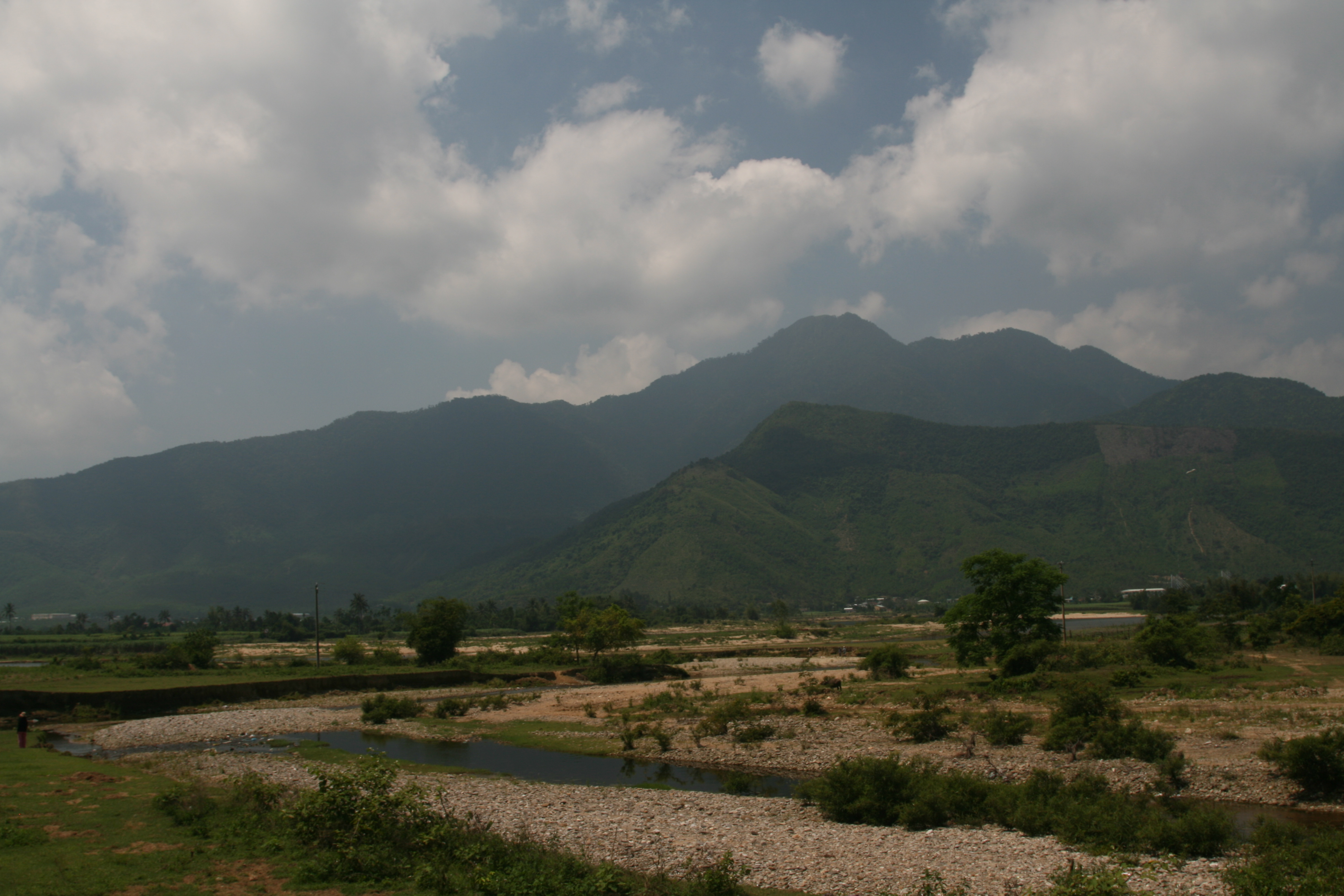
Аннамські гори у в'єтнамській провінції Куангнам.

Кату живуть в ізольованих районах Аннамських гір (масив Чионгшон, в'єт. Trường Sơn), розташованих по обидва боки в'єтнамо-лаоського кордону.
У В'єтнамі вони розселені в провінціях Куангнам, Тхиатхьєн-Хюе і Дананг. Найбільше кату живе в повітах Намзянг (в'єт. Nam Giang), Донгзянг (в'єт. Đông Giang) і Тайзянг (в'єт. Tây Giang) на заході провінції Куангнам. У провінції Тхиатхьєн-Хюе розселені в повітах Алиой (в'єт. A Lưới) та Намдонг (в'єт. Nam Đông), також на заході.
У Лаосі кату займають прикордонну область у верхів'ях річки Секонг (Конг), більшість живе на сході провінції Секонг (район Калеум), частина — в сусідніх районах провінції Сараван. Часто кату живуть в одному селі з народами алак, кріанг, таой, талієнг.

## Чисельність
Чисельність західних кату за даними перепису населення Лаосу 2015 року становила 28 378 осіб. За переписом 2005 року їх нараховувалось 22 750 осіб, з них 19 949 осіб у провінції Секонг, 1 609 осіб у провінції Сараван, 366 осіб у провінції Тямпасак, 335 осіб у провінції Саваннакхет, 318 осіб у провінції Болікхамсай.
Чисельність кату у В'єтнамі за даними перепису 2009 року становила 61 588 осіб, найбільше в провінціях Куангнам (45 715 осіб), Тхиатхьєн-Хюе (14 629 осіб) і Дананг (950 осіб). У провінції Куангнам вони є другою (після в'єтнамців) за чисельністю етнічною групою, складаючи 3,21 % її населення.

## Мова
Мова кату утворює східну групу катуйських мов, однієї з гілок австроазійських мов.
Мова кату була однією з перших досліджених катуйських мов, перші її дослідження були опубліковані в 1960-х роках, проте вона лишається недостатньо вивченою. Мало відомо про внутрішнє різноманіття, але засвідчені чіткі лексичні відмінності між варіантами кату, поширеними у В'єтнамі та в Лаосі. Часто вони розглядаються як дві окремі мови. Як окрема мова також розглядається діалект фионг.
Через географічну ізоляцію мова кату майже не зазнала впливу з боку сусідніх мов. Вона має певну кількість слів, запозичених з лаоської або в'єтнамської, деякі запозичені терміни трансформовані в слова кату за допомогою префіксів та інфіксів.
Усі кату активно використовують рідну мову й мають до неї позитивне ставлення. Люди усвідомлюють важливість мови кату для збереження ідентичності, звичаїв і традицій народу. Лише рідною мовою, на їхню думку, можна спілкуватися з духами. Залежно від країни проживання, володіють також в'єтнамською або лаоською мовою.
Для мови кату була створена писемність з використанням латинської абетки у В'єтнамі та лаоського письма в Лаосі. Проте вона не отримала поширення. Рівень писемності лишається невисоким: 5-15 % у В'єтнамі та 26 % у Лаосі. Багато людей ніколи не відвідувало школи. У В'єтнамі мовою кату ведуться передачі по радіо.

## Вірування
Кату дотримуються традиційних вірувань, що включають анімізм, віру в духів, культ предків, шаманізм. У В'єтнамі є небагато християн. На відміну від інших племінних народів Центрального В'єтнаму, християнство не отримало поширення серед кату через вірність їхніх громад давнім традиціям. Місцеві шамани й досі продовжують активно діяти серед кату, за їхні послуги люди платять їм курми або грошима.
Кату живуть у тісному зв'язку з навколишнім середовищем. На їхні переконання, Всесвіт наповнений численними духами й складається з трьох шарів: неба, землі та підземного світу. За місцевими віруваннями, існує ієрархія духів дяанг. Головні духи живуть на небі, утворюючи там ієрархічну структуру. На першому, найближчому до землі рівні живе дух дяанг-абом; він керує погодою, зміною сезонів, світлом і темрявою. На другому рівні живе дух дяанг-апоол, який дає людям рис. Інший дух дяанг-апоол живе на третьому рівні й стежить за людьми, що живуть на землі, контролює їхні вчинки. На четвертому, найвищому рівні живе головний над духами дяанг-апоол; кату вірять, що він створив землю, небо та все, що там існує. Люди повинні боятись та підкорятись духам, адже вони стежать за людьми, захищають їх і забезпечують їхнє благополуччя. Духи знають, хто з людей дотримується звичаїв та традицій, а хто ні, хто чинить добрі, а хто погані вчинки.
Численні духи дяанг живуть на землі, вони присутні скрізь: у лісі, на деревах, у воді, в хатах і в селах. Кожна людина має свого духа дяанг, який допомагає їй жити у відповідності зі своєю совістю. Як правило, дяанги допомагають людям, але, коли ті поводяться аморально, вони можуть наслати на них недуги. На землі існують також місцеві духи сак, які мешкають на певному дереві, у певній водоймі, є й такі, що живуть у тваринах, у могилах, сільських святинях тощо. Скрізь, де існують духи сак, є й злі духи брау; є звичайні духи брау та духи мертвих брау-камоч. Духи дяанг своєю силою й авторитетом перевершують духів сак і брау і можуть змушувати останніх до певних дій.
Сенс життя кату полягає в дотриманні гармонії з навколишнім світом, тобто не лише з іншими людьми, а також з тваринами, птахами, деревами, камінням, водою, сталими традиціями та численними духами. Життя регулюється численними правилами й табу. Люди намагаються постійно підтримувати гармонійні стосунки із духами, всіляко уникати дій, які можуть розлютити духів, не турбувати й не засмучувати їх. Коли ж хтось порушує табу або традиції, духи сак і брау захоплюють душу порушника, й ця людина хворіє. Щоб зцілити хворого, викликають шамана. Він єдиний, хто може спілкуватися з духами. За допомогою ворожіння шаман може визначити, в чому полягає порушення та який дух викликав захворювання. Зв'язок з духами потрібно відновити за допомогою спеціальних ритуалів та жертвоприношень. Шаман повідомляє, які жертви потрібно зробити. Він також здійснює всі необхідні ритуали. Іноді шаман своїми співами закликає повернутися душу хворого.
Зазвичай кату жертвують курку або свиню, а для більш серйозних випадків навіть буйвола. Французькі джерела колоніальної доби повідомляють, що до 1950-х років кату ще здійснювали людські жертви. Жертву викрадали шляхом набігу на інші села. Лише чоловіки вважалися відповідними жертвами, й було дуже престижним вбивство сільського старости.
Кату мають отримати дозвіл духів перед розчищенням нової ділянки в лісі для ведення сільського господарства. Необхідні для цього жертви вимагають втратити значну частину свого майна та худоби, включаючи буйволів. Окрім лісових духів, до володінь яких здійснюють вторгнення люди, потрібно умилостивити духів погоди та врожаю. Про своє рішення духи «повідомляють» людям уві сні. Якщо хтось побачить несприятливий сон, люди кидають вибрану ділянку й шукають іншу. Подібним чином кату отримують дозвіл духів на заснування нового села.
Ці люди й досі продовжують здійснювати жертви курей, свиней та буйволів у рамках традиційних церемоній землеробського циклу. У сільськогосподарській практиці кату провідне місце належить духові рису акан-аро, тобто «мати рису». Щороку наприкінці жнив на знак подяки усім селом проводять свято шанування акан-аро. Духові пропонують стиглі рисові стебла, а люди їдять пиріжки з рисового борошна.
Релігійним центром села є громадська хата та кам'яний жертовний стовп, що стоїть коло неї. Звичай полягає в тому, що на загострену верхівку стовпа кладуть м'ясо жертви, пропонуючи його духові сак стовпа. З нагоди найважливіших церемоній приносять у жертву буйвола. Здійснюючи таку жертву, люди закликають духів захищати їх, дарувати гарний урожай, забезпечити мир та благополуччя в громаді. На самому початку, перед принесенням в жертву тварини, староста села промовляє молитву. М'ясо буйвола ділиться між односельцями, і кожен кладе свій шматок у кошик, що висить на жердині перед його хатою, як жертву духам. Після здійснення цієї важливої жертви відбувається триденне святкування. Люди танцюють під музику гонгів, п'ють багато алкоголю. На село на ці три дні накладається табу, ніхто не може залишати його або входити до нього.
У суспільстві кату гармонія підтримується також принципом переваги (панування) та вірності (підпорядкування), в ідіоматичній мові це звучить як «вогонь» та «вода». Якщо одна група поводиться як «вогонь», інша повинна поводитись як «вода». Грандіозну сварку кату асоціюють з пожежею (вогнем) та потопом (водою), що гасить пожежу (вогонь). Кату прагнуть підтримувати гармонійні стосунки з іншими людьми та уникати будь-яких незгод. Щоб забезпечити цю гармонію, вони використовуватимуть принцип вогню та води.
Кату мають два типи традиційних поховальних обрядів: один на випадок природної смерті, інший — коли стається насильницька або неприродна смерть. У першому випадку небіжчика миють і кладуть у труну, зроблену зі стовбура дерева з вирізаною серединою; вона складається з двох половин, які щільно прилягають одна до одної. Такі труни готують заздалегідь, іноді для всіх членів сім'ї. Їх зазвичай зберігають в природних печерах або під коморами для рису, що стоять неподалік від села, й ніколи не приносять в село до настання смерті. Труну опускають у могилу разом із їжею та різними предметами щоденного користування, все це кладуть на кришку. Труну не засипають землею, щоб душа могла вийти із неї й повернутися додому та захистити живих родичів. Було традицією в день настання смерті забити буйвола на жертовному стовпі; коли помирала заможна людина, протягом кількох днів могли жертвувати аж 5-6 буйволів.
Коли ставалася погана чи неприродна смерть, наприклад, людина була вбита тигром, померла від хвороби чи насильства, вважалося, що це приводить у село злих духів. Накладалися суворі табу, люди назавжди кидали село, всіх тварин у селі вбивали. Селяни до шести місяців жили в лісі, й весь цей час вони не їли м'яса буйвола. Після цього засновували нове село в іншому місці.

## Історія

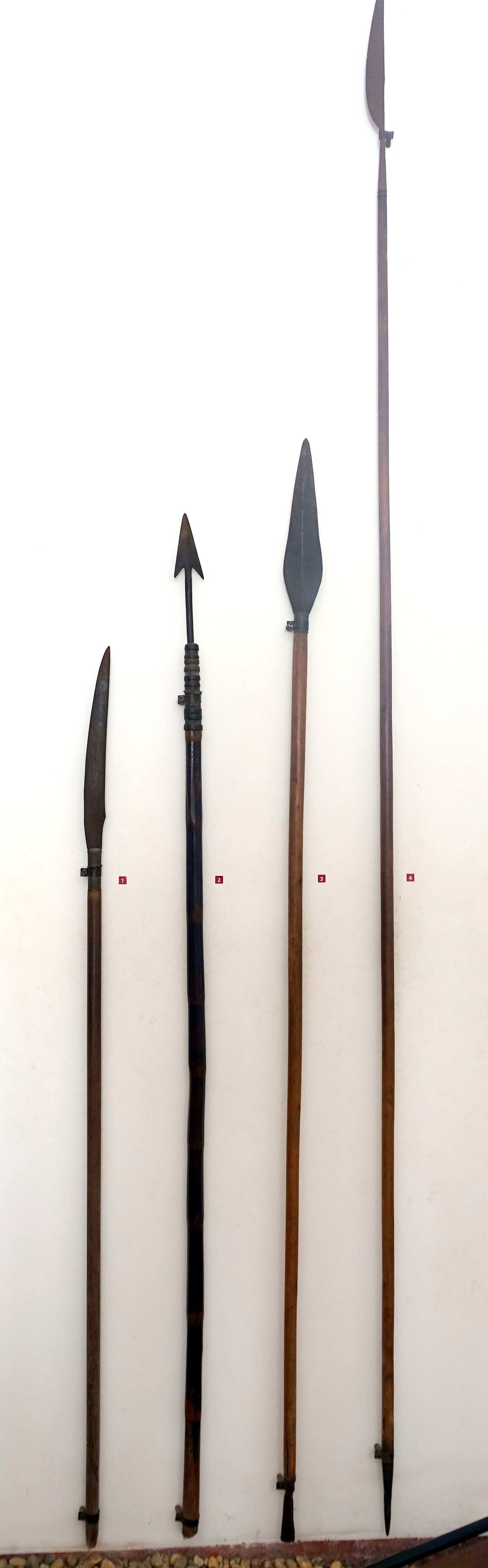
Спис кату (крайній праворуч).

Точне походження кату невідоме. Наявність у мові кату деяких старих лаоських слів говорить про те, що вони, ймовірно, походять з Лаосу та розширили область свого проживання на територію В'єтнаму.
Кату вважаються одним з найбільш войовничих племен у регіоні, вони мали славу надзвичайно недружньої етнічної групи. Живучи в географічно важкодоступних районах, кату чинили опір численним завойовникам: кхмерам, тямам, в'єтнамцям, французам. Окремі громади також нерідко ворогували між собою. Через такий спосіб життя кату тривалий час мали мало контактів з іншими народами. Проте останнім часом спостерігається тенденція переселення зі своїх непродуктивних гірських районів на рівнини, де люди знаходять більш комфортне життя. Такі зміни сприяли більш тісним контактам кату з іншими етнічними групами, люди стали привітними до зовнішнього світу.

## Господарство
Традиційно кату займалися ручним підсічно-вогневим перелоговим землеробством. Вони розчищали від лісу ділянку землю, випалювали її, а потім культивували протягом декількох років, поки вона не виснажиться. Тоді давали землі полежати під паром кілька років перш ніж повернуться до неї знову, а для землеробства розчищали нову ділянку. Така технологія дає нестабільні й погані врожаї, голод був головною проблемою в минулі часи. Зараз більшість громад кату живе осіло, вони вирощують гірський рис, а також кукурудзу, боби, солодку картоплю, маніок, гарбузи, дині, банани та різноманітні овочі. Повільно впроваджують більш продуктивні методи сільськогосподарського виробництва. Деякі громади вирощують джут.

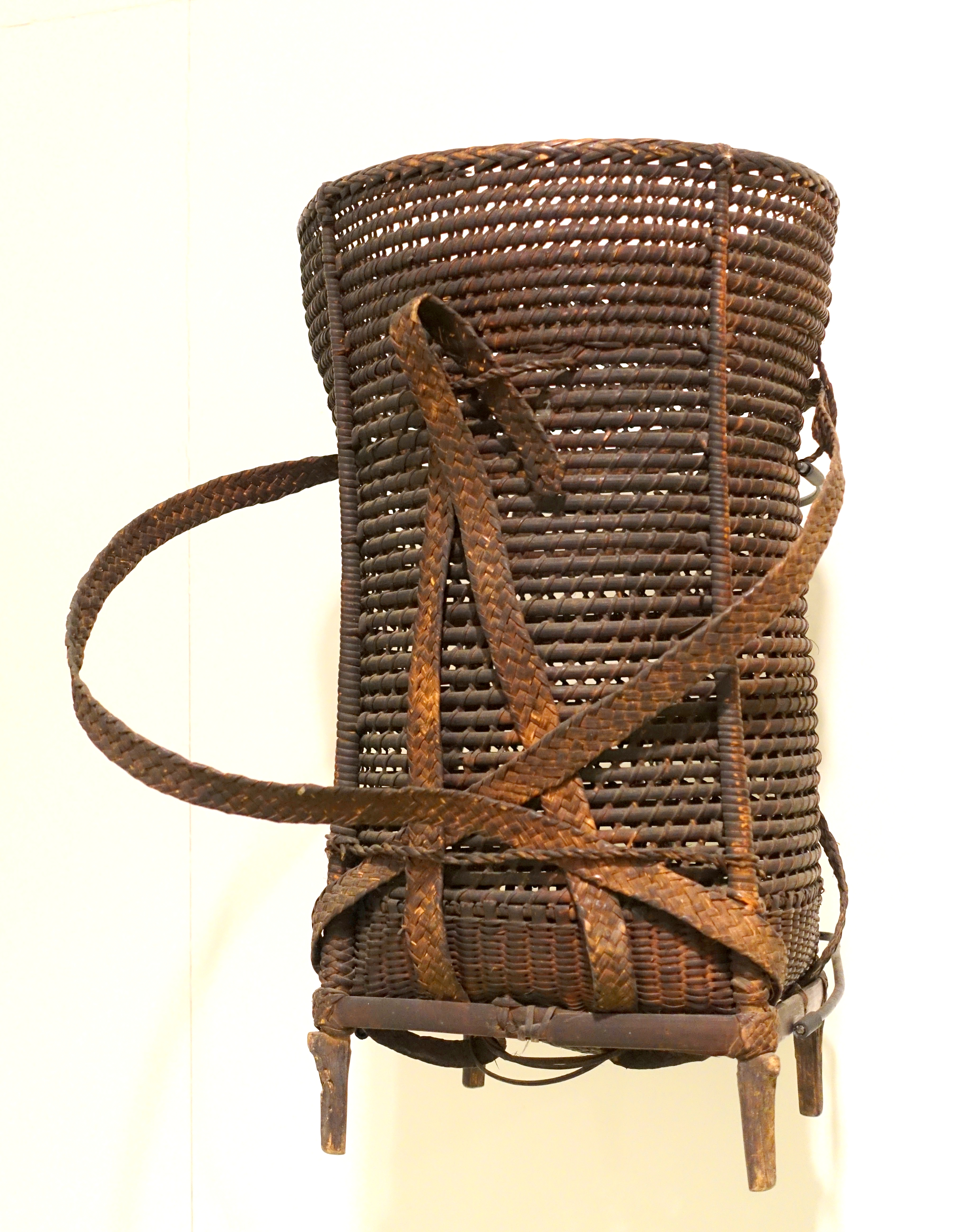
Наспинний кошик.

Тримають свиней, буйволів, курей, качок, собак. Незважаючи на те, що буйвіл є активним помічником у повсякденних польових роботах, а також найважливішою ритуальною жертвою, сьогодні його рідко можна зустріти в селах кату.
Чоловіки кату — кваліфіковані мисливці з давньою традицією полювання. Вони все ще використовують традиційну мисливську зброю: луки, самостріли, іноді з отруєними стрілами, списи, всілякі пастки. Часто чоловіки з одного села збиралися разом і виїздили на масштабні мисливські експедиції. Традиційний дерев'яний лук, який кату називають па'нань («чарівний лук»), використовували для полювання великих тварин, а також у боротьбі з ворогами. З такого лука можна вбити з відстані 20-25 метрів. Тепер держава забороняє полювання з луком, і його використовують лише на спортивних змаганнях.
До традиційних занять кату належать також рибальство в річках та збирання диких фруктів, коріння та їстівного листя в лісах. Традиційні ремесла: прядіння, ткацтво, виробництво фарб для тканин, гончарство, плетіння побутових виробів (кошики різних розмірів і призначення, циновки).
Ще до недавнього часу кату практикували бартерний обмін товарами з представниками інших етнічних груп, тепер вони використовують гроші.

## Суспільство
Суспільство кату складається із окремих сільських громад, які є автономними адміністративними одиницями. Громаду очолює сільський голова, він обирається з числа найбільш здібних і поважних людей похилого віку. Коли голова домогосподарства не може вирішити внутрішню сімейну проблему, справа виноситься на суд сільського голови.
Рід (він називається кабу) для кату є важливішим за окремі сім'ї чи навіть село. Всі члени роду мають однакове прізвище, пов'язане з певним тотемним для них видом рослин чи тварин; тотем є табу для людей з цього роду. Кату з однаковим прізвищем тісно пов'язані між собою, навіть якщо вони живуть в різних районах і ніколи раніше не зустрічалися. Вони мають спільних предків і вважають, що є духовно спорідненими через спільний для них тотем.
Соціальна структура кату є патрилінійною. Батько є головою сім'ї, він володіє родинною спадщиною: хата, глечики, гонги, худоба та присадибна ділянка. Після його смерті старший син успадковує основну частину сімейного майна, решта ділиться між іншими синами.
Більшість сімей кату є моногамними, але деякі заможні чоловіки можуть мати двох-трьох дружин; часто вони беруть собі за другу дружину молодшу сестру першої.
Хлопці зазвичай вибирають собі майбутню дружину в своєму або сусідньому селі. Щоб отримати дозвіл на шлюб від батька дівчини користуються послугами посередника (свата). Залежно від статків родини нареченого, визначається плата (викуп) за наречену. Вона може складатися з двох-трьох буйволів, декількох списів і кинджалів, до двадцяти глечиків і багатьох предметів одягу. За традиціями кату, юнаки у віці 20-22 років уже мали вміти заробляти на життя й самостійно піклуватися про майбутню сім'ю, вміти полювати, носити заплічні кошики тощо. Дівчата у віці 18-20 років повинні були вміти готувати смачні страви та ткати. Тільки тоді молоді люди могли вкладати шлюб.
Кату мають оригінальний старий звичай, коли юнак та дівчина (потенційне подружжя) ночують разом у хатинці нгузуонг. Під час проведення великих свят молодь зустрічається й вибирає собі пару для подружнього життя. Зробивши свій вибір, хлопець ставить в полі, на схилі гори або в лісі хатинку нгузуонг (вежа з дерева та листя); пара йде туди ночувати. Це робиться відкрито перед усіма жителями села. Хлопець та дівчина повинні краще знати один одного. Вони всю ніч розмовляють, діляться своїми думками, мріями та бажаннями, поглядами на подружнє та сімейне життя. Їм заборонено вступати в інтимні стосунки, інакше на них чекає покарання та зневага в суспільстві.
Після одруження молодята живуть у хаті нареченого.
Розлучення передбачає повернення викупу, якщо винна дружина. Якщо ж винен чоловік, повертається половина викупу.
Коли чоловік помирає, його молодший брат має можливість одружитися з вдовою. Коли помирає дружина, її молодша неодружена сестра зобов'язана одружитися із вдівцем.

## Поселення
Села кату заховані серед лісів. Як правило, вони знаходяться доволі далеко одне від одного. Зазвичай традиційні села кату розташовувались на схилах гір і складалися з 10-65 хат, в яких проживало до 300 сімей. Люди жили у великих довгих хатах, в яких могло налічуватись до 15 багатодітних сімей. Однак сьогодні нормою стали невеликі хатки, розраховані на нуклеарну сім'ю. В Лаосі багато громад кату тепер живе навколо міста Салаван, адміністративного центра однойменної провінції. Тут вони утворюють окремі квартали в селах інших народів (алаків, таой) або живуть хуторами на околицях цих сіл.
Свої хати кату ставлять на палях. Хати мають просту конструкцію. Опорний каркас роблять із дерева, підлогу зазвичай вистилають бамбуком, стіни набирають із бамбукових циновок, дах криють соломою Більшість хат не має вікон. Дерев'яна або бамбукова драбина веде до критого ґанку. Інтер'єр складається з єдиної кімнати, із земляною піччю в одному кутку. Хати розташовуються по колу навколо центрального майдану. Зовні в старі часи село оточували високим парканом з колод. Це був захист від диких звірів та нападу ворогів.

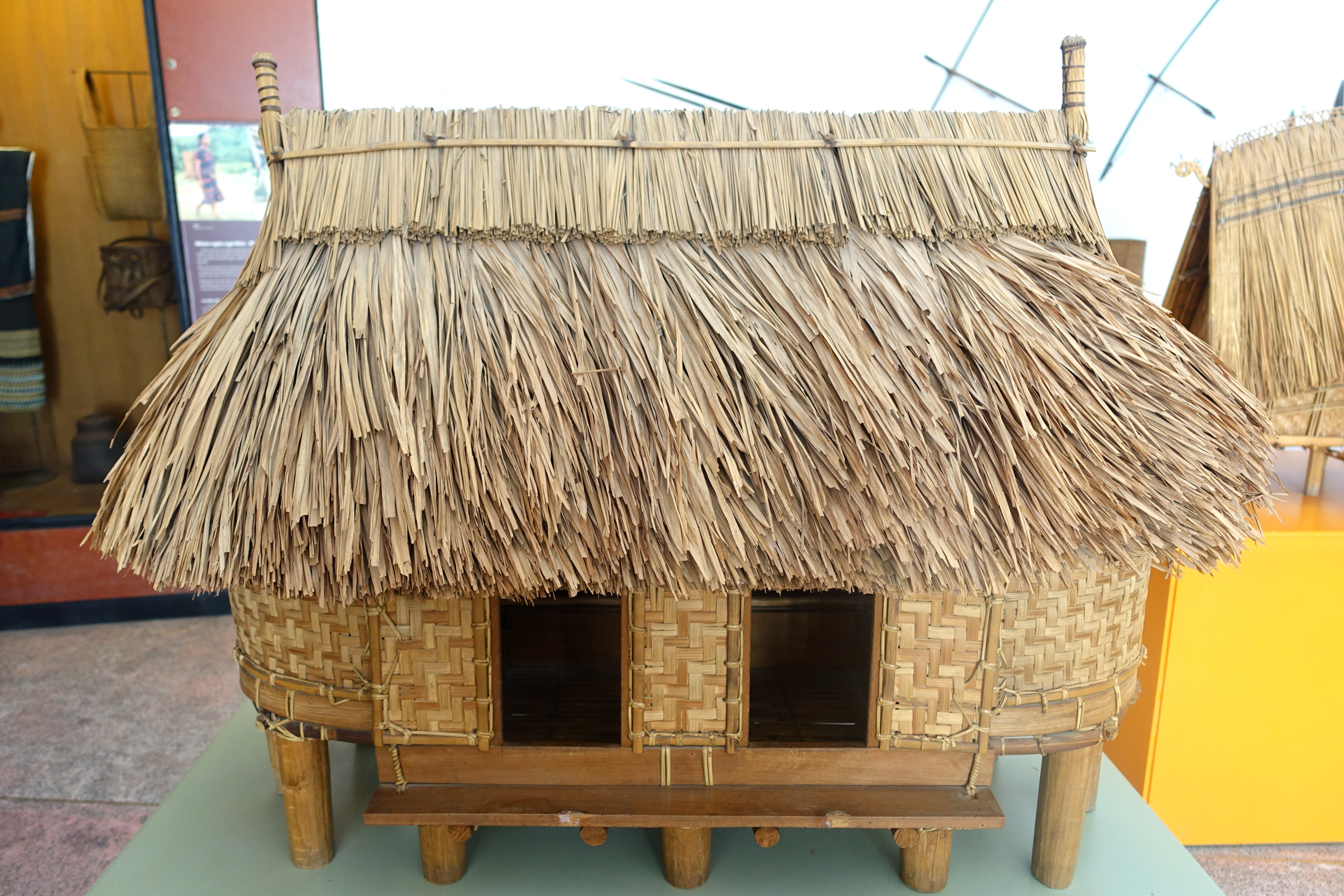
Макет хати гиол у В'єтнамі.

У центрі кожного села стоїть громадська хата гиол та жертовний стовп. У минулому гиол вважався «хатою для чоловіків». Тут збиралися лише чоловіки-односельці, щоб приймати рішення, що стосувалися всієї громади. Тепер гиол виконує роль громадської хати. Тут проводять всі важливі сільські заходи: традиційні свята, ритуали й обряди, традиційні ігри, зустрічі гостей. Тут також демонструють трофеї, здобуті на полюванні, а ще засідає сільська рада старійшин, відбуваються важливі зустрічі, розглядаються суперечки, працює сільський суд, проводяться бесіди, інформаційні зустрічі, проходить обмін виробничим досвідом.
Гиол — це душа та символ села, за його виглядом складають думку про саме село. Жителі села ставлять гиол власними силами. Його архітектура в різних селах може відрізнятися, вона залежить від уподобань жителів кожного регіону. Гиол має одну центральну палю та 8 інших паль, що стоять по периметру хати. Стіни прикрашають різьблені зображення тварин (буйвіл, голова буйвола, хамелеон, пітон, варан, півень), сцен повсякденного життя (чоловік, що грає на барабані, жінка з дитиною на руках, танок дівчат) тощо. Дах криють листям дерева нон (Livistona saribus) або індійського очерету. Він не такий високий, як у громадських хатах інших корінних народів Аннамських гір. Здалеку дах нагадує фрукт манго, капелюх або панцир черепахи. Гиол — це священне місце, де панують духи та душі предків. Тут не можна битись, сваритись. Неодруженим жінкам заборонено відвідувати гиол. В громадській хаті зберігають традиційні музичні інструменти, багато зразків народної скульптури, живопису, прикрас, знаряддя праці, черепи впольованих та принесених в жертву тварин.
Уряд В'єтнаму сприяє відбудові громадських хат у селах кату й використовує їх як туристичний об'єкт на стежці Хо Ші Міна.

## Побут

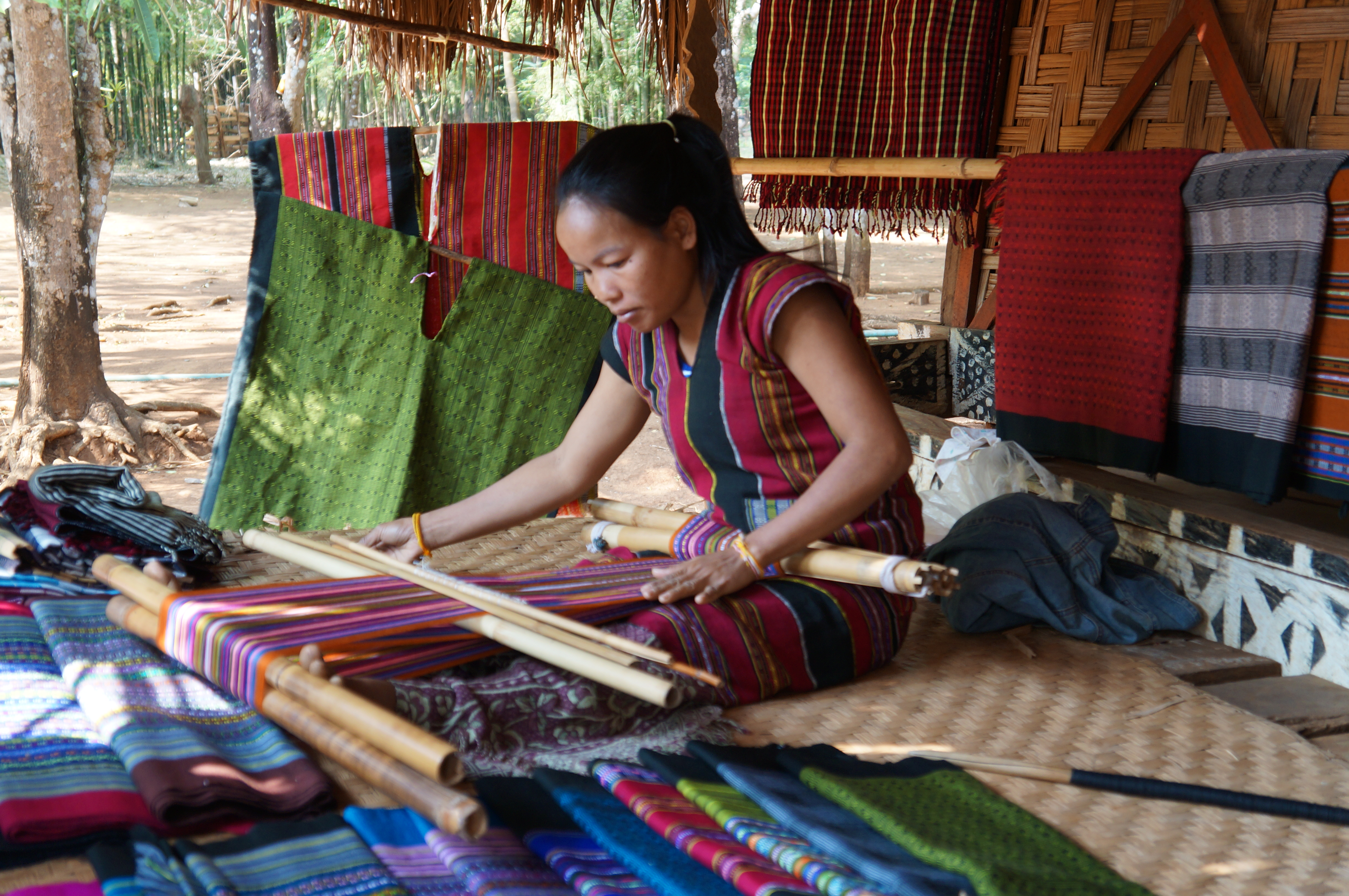
Ткаля

Традиційно чоловіки кату ходили в пов'язках на стегнах, залишаючи верхню частину тіла голою. Жінки прикривали лише передню частину тіла, для цього шматок тканини фіксували шворками на спині. Чоловіки й жінки носили на голові вузькі пов'язки з трави або плетеного бамбука. Сьогодні чоловіки носять короткі штани, але все ще залишають верх тіла оголеним. Жінки вдягаються в довгу бавовняну тканину для тіла, що прикриває груди й сягає нижче колін. Такий одяг є національною рисою народу. Тканина для тіла має чорні верхній та нижній краї, середина поділяється на безліч широких горизонтальних червоних смуг, що чергуються з тоншими жовтими смужками. На виготовлення одного святкового костюму йде не менше 6 місяців, весь орнамент, що прикрашає одяг, вишивають бісером. Такий костюм часто коштує як буйвол, гонг чи давній глечик для вина. Хоча серед кату є жінки, відомі як майстрині з виготовлення традиційного одягу, сьогодні більшість людей носить купований одяг фабричного виробництва.
Для кату характерною є велика кількість прикрас. Жінки люблять прикрашати себе намистами зі скляного бісеру, браслетами та сережками.
У колишні часи були поширені звичаї підпилювання верхніх передніх зубів, татуювання обличчя та тіла. Церемонія підпилювання зубів проводилася приблизно в 12-річному віці; це було свідченням зрілості людини. Процедура була болючою, оскільки виконувалась вона звичайним грубим ножем. Додатково зуби покривали чорним лаком. Ще кілька десятиліть тому кату були майстрами з татуювання свого тіла. Чоловіки й жінки вкривали татуюванням обличчя, груди, руки, зап'ястя та ноги навколо колін. Усі ці звичаї поступово згасають.
Дівчата кату вже в ранньому віці починають палити тютюн, користуються або люльками, або роблять цигарки-самокрутки.
Основна їжа рослинна, популярними є сушені та квашені овочі. Багато традиційних страв готують у трубках з бамбукового стебла. Характерним продуктом є місцевий алкогольний напій дактавак, його готують з цукрового очерету, маніоку, рису.
Протягом року кату відзначають різні свята та здійснюють ритуали, пов'язані із сільськогосподарськими роботами та етапами життям кожної людини (від народження до смерті), проводять громадські свята. Серед сільськогосподарських обрядів найважливішим є свято чагарутеме, урочисте святкування нового урожаю рису. Серед громадських святкувань головними вважаються чабхой (церемонія братання двох сіл) та церемонія завершення будівництва нової громадської хати гиол.

## Народна творчість
Кату володіють багатим фольклором (епос, легенди, міфи, пісні), мають цікаві знання з астрології, медицини тощо.
Оригінальним є мистецтво мелодійного декламування віршів, що зветься гатли. Учасники змагаються в майстерності імпровізації. Народні вірші пропонують рішення всіх питань громадського життя, висловлюють почуття та переживання через тонкі порівняння та образи. Гатли можна почути на весіллях, на святі збору нового врожаю, на церемонії встановлення побратимства між селами. Змагання можуть проводитись і в повсякденному житті: між літніми людьми, між жителями різних сіл, між господарем хати та гостями, навіть для врегулювання протиріч у суспільстві. Є також багато народних пісень, що виконуються в стилях бабоох і бхоноох.
Поширені традиційні музичні інструменти: гонги, барабани, ріжки, дудки, флейти, різноманітні ударні та струнні інструменти, серед яких є й особливі, характерні лише для народу кату. Найпопулярнішими є гонги та барабани, кату вважають, що ці інструменти мають душі, їхні голоси закликають багатий врожай та міцне здоров'я. Гонги та барабани тісно пов'язані з релігійним та культурним життям народу, використовуються на всіх громадських заходах. Гонг є символом культури кату. Цей інструмент використовується під час усіх свят та важливих заходів, серед яких зустріч Нового року, весілля, похорони, свято нового врожаю, ритуал молитви про дощ. Для кожного випадку існують свої мелодії та манера гри на гонгах.

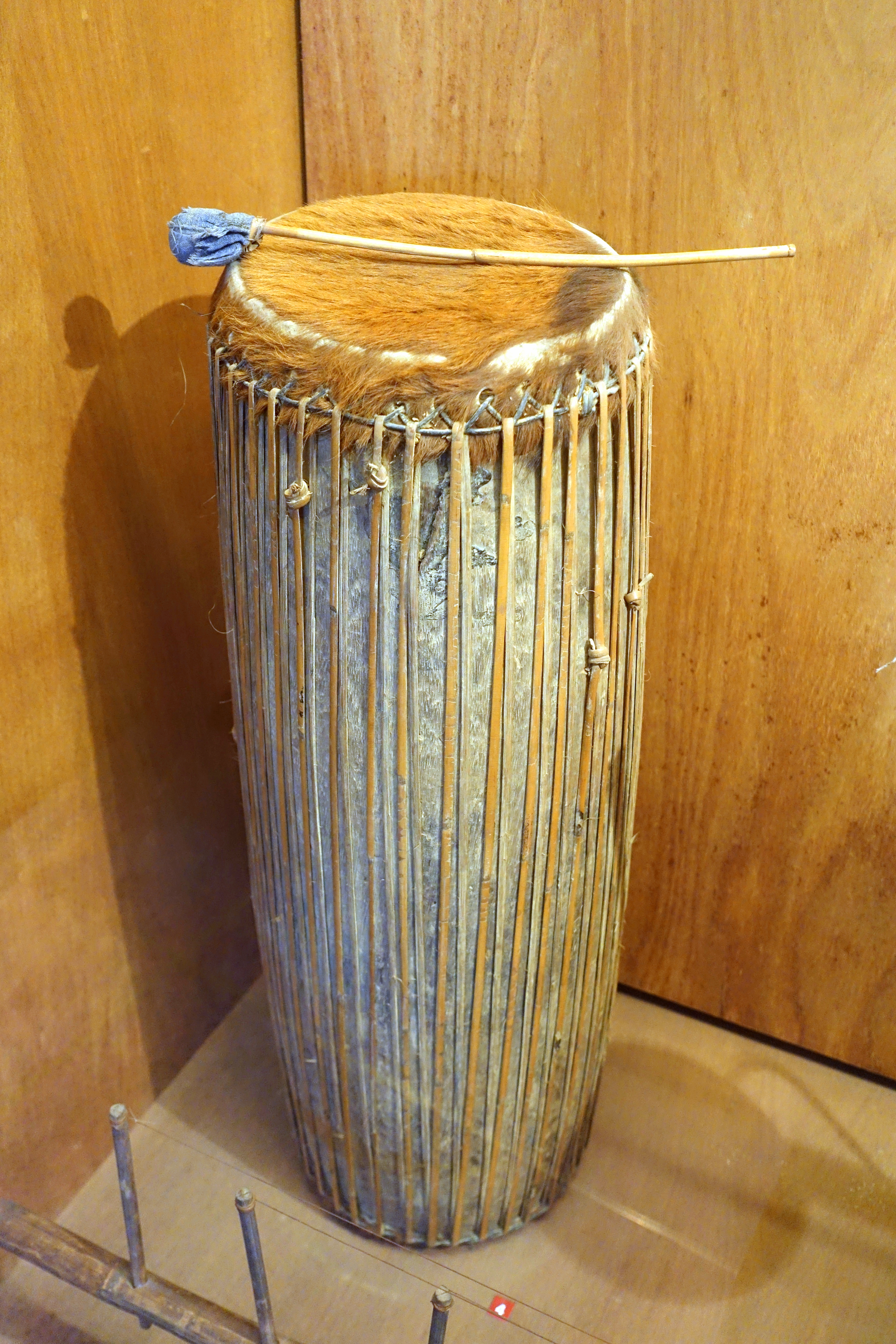
Барабан кату.

Коли йде хода, її очолюють гонги, за ними йдуть цимбали та барабани. Барабанщики є головними особами на святі. Є 5-6 барабанних мелодій. Барабани задають ритм, гонги та цимбали підтримують його, інші музичні інструменти орієнтуються на звуки барабана. Кожен звук має своє значення.
Корпус барабану роблять із твердого дерева. Уздовж обідка роблять отвори, в які протягують мотузки з ротанґа, щоб натягнути мембрану. Мембрану виготовляють зі шкіри сарни, вона тонка й може видавати чудові звуки; шкіра буйвола або корови для цього не підходить, вона товща. Великі барабани видають домінантні гучні звуки, середні та малі підтримують ритм.
Звуки барабанів кличуть людей до танцю. Першими виходять дівчата, за ними йдуть чоловіки. Найвідомішим народним танцем є тунгтунг-заза. Його знають усі кату, він виконується на всіх спільних заходах. Тунгтунг-заза є способом єднання реального світу із Всесвітом та предками. Це колективний танок, в якому беруть участь чоловіки та жінки. Зазвичай танцює молодь. Танець доволі складний у виконанні й потребує спеціального навчання. Чоловіки виходять у пов'язках на стегнах та домотканих сорочках з різнокольоровими візерунками, жінки вдягають різнокольорові сукні та намиста. Іноді чоловіки танцюють зі щитами та списами. Всі танцюють босоніж. Жінки починають танцювати першими, тоді до них приєднуються чоловіки. Чоловіки та жінки повільно рухаються по колу, тримаючи сусіда за руку, голосно крокують у ритмі танцю. Коли людей багато, створюють ще одне коло, жінки стають у внутрішнє коло, чоловіки — в зовнішнє.

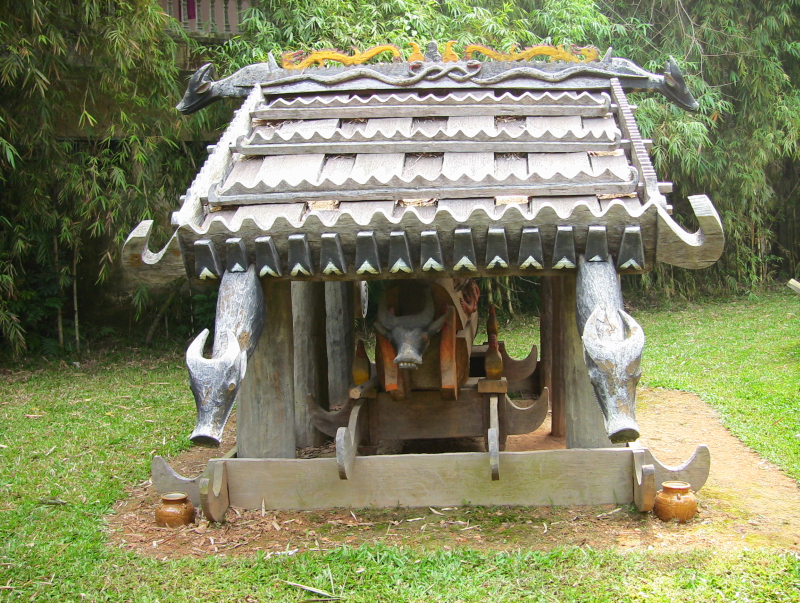
Надмогильна хатинка.

З давніх часів кату славляться самобутнім мистецтвом спорудження надмогильних споруд. Над могилою ставлять гробницю-хатинку, що спирається на 4 стовпи. За світоглядом народу, лише тіло людини помирає, а її душа живе вічно й перебуває в гробниці. Посеред гробниці стоїть труна з останками померлого. Стовпи, поперечини, дах гробниці, а також кришку труни прикрашають різьблені зображення черепах, змій, варанів, казкових тварин, квіткові та геометричні візерунки. Біля гробниці ставлять різьблені статуї молодих та літніх людей, що зображують сцени із повсякденного життя. Навколо розвішують велику кількість лютих масок червоно-чорних кольорів; уважають, що вони захищають душу померлого від злих духів.
Оформлення кожної гробниці відображає характер та уподобання померлого. Якщо небіжчик за життя полював тигрів чи леопардів, статуї цих тварин вирізали на його могилі; люди знали, що тут була похована сильна та смілива людина. Гробниця для кату є найгарнішою й священною спорудою. За зовнішнім виглядом гробниці можна визначити соціальний статус та статки померлого. Зазвичай лише заможні люди можуть дозволити собі спорудити гробницю. На будівництво йде 5-6 років, працюють найкращі майстри, використовують найкращі породи дерев.